# حسن بصری
حسن پسر یسار ملقب به ابوسعید یا حسن بصری متولد سال ۲۱ هجری در مدینه و متوفی به سال ۱۱۰ هجری قمری در بصره به گفته منابع صوفیه یکی از اولین پیشگامان زهد و تصوف در اسلام است.

## تولد
حسن بصری در مدینه به دنیا آمد و در وادی القری (از توابع مدینه) بزرگ شد. در تاریخ تولد او اتفاق نظر وجود ندارد. به گفته عطار حسن بصری در دوره حیات محمد پیامبر اسلام متولد شد. به گفته وَکیع، در زمان قتل عثمان (در سال ۳۵) حسن ده ساله و به گفته محمد بن سعد بن منیع چهارده ساله بود. به نظر می‌رسد که قول اخیر درست‌تر باشد، زیرا ابن سعد (متوفی ۲۰۳) نزدیک‌ترین فرد به زمان حسن بوده‌است. علاوه بر این، او در جای دیگری تأکید کرده‌است که حسن دو سال پیش از قتل خلیفه دوم متولد شد. اگر حسن در زمان قتل عثمان چهارده ساله بوده‌است، باید در سال ۲۱ به دنیا آمده باشد، ضمن آن که وکیع و صَفَدی نیز همین تاریخ را پذیرفته‌اند.
او را در ردیف تابعین (مسلمانانی که در زمان حیات پیامبر اسلام زندگی نکرده‌اند و فقط یک یا چند صحابه را دیده‌اند) جا می‌دهند او از اصحاب نزدیک به علی بن ابیطالب بوده‌است گرچه برخی آخوندهای شیعه مخالف این نظرند.
به عقیده صوفیه، اولین حرکت برای ترویج مذهب تصوف در اسلام از حسن بصری بود. سخنان وی را الهام‌بخش مردم جویای حقیقت قلمداد کرده‌اند که خلق را به خدا دعوت می‌کرد و عشق الهی را توصیه می‌نمود. حسن بصری رفتار و اخلاقی صوفیانه داشت و در معارف اسلامی تا حدی یگانه عصر خویش بود. همین کردار و گفتار حسن بود که صوفیانی مانند رابعه عدویه و حبیب عجمی را به او جذب کرد. از طرفی تعالیم پدرش که حکمت و ادب ایرانی را می‌دانست در روحیه او از زمان کودکی و جوانی تأثیرگذار بود.

## آثاری که دربارهٔ وی منتشر گردیده‌است
علاوه بر مطالبی که در آثار قدما مانند تذکرةالاولیا فریدالدین عطار نیشابوری، کشف المحجوب هجویری، وفیات الاعیان ابن خلکان و سایر آثار آمده، در کتاب «حسن بصری، پیر پیروان طریقت و راهنمای جوانمردان» تألیف جواد نوربخش در یازده بخش، شرح کامل زندگی و احوال، استادان، موعظه‌ها، تفسیر آیاتی از قرآن، سخنان، نقل احادیث …و وفات آورده شده‌است. همچنین «حسن بصری؛ گنجینه‌دارِ علم و عرفان (زندگینامه، سخنان و آراء)» تألیف اکبر ثبوت کتابی دیگر است که در هجده+۵۵۱ صفحه (قطع وزیری) توسّط انتشارات حقیقت در سال ۱۳۸۶ ه‍.ش منتشر شده‌است. در شرحی که در پایگاه اینترنتی ناشر در ذیل این کتاب آمده‌است می‌خوانیم: «حسن بصری (۱۱۰–۲۲ هـ) متکلّم، واعظ، مفسر، محدث، فقیه و از نخستین پیشوایان تصوف است. القاب او عبارت است از امام التابعین، سید التابعین، امام اهل البصره، شیخ‌الاسلام و مکنی به ابوسعید یا ابومحمّد یا ابوعلی. حسن در مدینه به دنیا آمد و در وادی القری پیشرفت کرد. پس از آن به بصره رفت و آن‌جا اقامت گزید و به زودی به سبب زهد و تقوی و شجاعت شهرت یافت. از شواهد شجاعت اخلاقی او مخالفت صریح با خلافت یزید بن معاویه است. حسن در مسجد بصره حلقهٔ درس داشت. واصل بن عطا و عمرو بن عبید ـ از رؤسای معتزله ـ از شاگردان وی بوده‌اند. حسن بصری هفتاد تن از صحابه را که در واقعهٔ بدر بوده‌اند، مشاهده کرده و احادیث بسیار از او نقل شده‌است. هم‌چنین وی نه فقط در پیدایش طریقهٔ معتزله تأثیر داشته، بلکه در ترویج تفکر زهد نیز بسیار سهم داشته‌است و صوفیه او را از قدمای مشایخ خویش می‌شمرند. کتاب حاضر به شرح زندگی و استادان و شاگردان، مذهب، آثار، آرا و وقایع عصر حسن بصری اختصاص یافته‌است.»